# ديكشا سيث
ديكشا سيث (بالإنجليزية: Deeksha Seth)‏ هي ممثلة هندية. وصلت إلى النهائيات في Femina Miss India في عام 2009، وقد ظهرت لأول مرة في التمثيل في فيلم Vedam (2010).

## وصلات خارجية
- ديكشا سيث على موقع IMDb (الإنجليزية)
- ديكشا سيث على موقع قاعدة بيانات الأفلام العربية
- ديكشا سيث على موقع ألو سيني (الفرنسية)
- ديكشا سيث على موقع أول موفي (الإنجليزية)
- ديكشا سيث على موقع قاعدة بيانات الفيلم (الإنجليزية)
- ديكشا سيث على موقع كينوبويسك (الروسية)